# Sicherheitskupplung
Eine Sicherheitskupplung schützt Antriebsmaschinen vor Schäden, die z. B. durch Blockieren oder Überbelastung der angetriebenen Arbeitsmaschinen hervorgerufen werden können. Die Kupplung trennt bei Überlast, also wenn das übertragene Drehmoment eine zulässige Grenze überschreitet, beide Seiten des Antriebsstranges voneinander.
Sicherheitskupplungen werden für ein weites Spektrum an maximalen Drehmomenten angeboten. Das maximal zulässige Drehmoment ergibt sich aus den Spezifikationen der Antriebsmaschine.

## Funktionsweise

Funktionsprinzip einer Sicherheitskupplung; 1) Einstellmutter, 2) Tellerfeder, 3) Schaltring, 4) Kugel, 5) konische Senkung am Außenring, 6) Näherungsschalter

Die Drehmomentübertragung einer Sicherheitskupplung erfolgt spielfrei über gehärtete Kugeln (4), die an einer Stirnfläche des Außenrings in konischen Senkungen (5) angeordnet sind. Diese Kugeln werden über einen Schaltring (3) von einer Tellerfeder (2) in die Senkungen gedrückt.
Mit der Einstellmutter (1) kann die Vorspannung der Tellerfeder und somit das Ausrückmoment stufenlos eingestellt werden.
Im Überlastfall, das heißt, wenn das über die Kupplung übertragene Drehmoment das Ausrückmoment überschreitet, werden die Kugeln aufgrund der konischen Form der Senkung gegen die Anpresskraft der Tellerfeder hinweg aus den Senkungen gehoben. An- und Abtriebsseite sind dann drehmomentfrei getrennt.
Die axiale Bewegung des Schaltringes im Überlastfall kann durch einen mechanischen Schalter oder einen Näherungsschalter (6) erfasst und zum Beispiel zur Steuerung oder Regelung der Antriebsmaschine genutzt werden.

## Varianten von Sicherheitskupplungen

### Sicherheitskupplung winkelsynchron/durchrastend/gesperrt
Die Kupplung besteht aus zwei Teilen, welche durch ein Kugellager miteinander verbunden sind. Die Kugeln sitzen in einem Kugelbett des einen Teiles und werden durch eine Tellerfeder (Teil 2) justiert und fixiert. Übersteigt das Drehmoment das zulässige Moment, reicht die Kraft der Tellerfeder nicht mehr aus, um die Kugeln in ihrem Bett zu fixieren. Dadurch verlassen die Kugeln ihre Form, was wiederum zur Folge hat, dass die Abtriebsseite von der Antriebsseite getrennt ist. Wird die Überlast kleiner, ist die Kraft der Tellerfeder wieder ausreichend, um die Kugel zu fixieren ⇒ formschlüssige Verbindung.

### Sicherheitskupplung freischaltend
Bei der Freischaltausführung springt die Feder komplett um und zieht dabei den Schaltring von den Kugeln weg. Die Kupplung läuft jetzt ohne Verbindung der An- und Abtriebsseite frei durch. Die Wiedereinrastung erfolgt nicht selbstständig, sondern muss manuell erfolgen.
Es gibt auch die Variante mit automatischer Wiedereinrastung, hierzu reversiert man die Drehrichtung am An- oder Abtrieb.

### ATC/Active Torque Control Abschaltung
Zusätzlich zur rein mechanischen Rastkupplung gibt es das ATC Schnellabschaltsystem, welches in Hammerbohrgeräten der Marke Hilti Verwendung findet. Dieses ATC (Active Torque Control) bietet zusätzlich Schutz im Bohrbetrieb durch die Schnellabschaltung bei unkontrollierter Drehbewegung des Gerätes um die Bohrerachse, wie dies z. B. beim Verklemmen des Bohrers bei z. B. Armierungstreffern oder beim unabsichtlichen Verkanten des Werkzeuges auftreten kann.

## Einsatzbereiche für Sicherheitskupplungen
Sicherheitskupplungen können in allen Arten von Werkzeugmaschinen zum Einsatz kommen. z. B. in:
1. NC-Fräsmaschinen
2. Holzbearbeitungsmaschinen
3. Automatisierungsanlagen
4. Industrieroboter
5. Blechbearbeitungsmaschinen
6. Druckmaschinen
7. Textilmaschinen

außerdem in der Landwirtschaft bei
- Strohpressen
- Ladewagen

um die Geräte bei Blockade durch Fremdkörper von den Antriebskräften zu entkoppeln.